# Donji Vidovec
Donji Vidovec je vesnice a opčina v Chorvatsku, v Mezimuřské župě.
V roce 2001 zde žilo 1 595 obyvatel. Opčinu tvoří jediné sídlo – Donji Vidovec.